# Комитет по использованию космического пространства в мирных целях

Государства-члены Комитета (2019).

Комитет по использованию космического пространства в мирных целях (также КОПУОС от англ. COPUOS – Committee on the Peaceful Uses of Outer Space) — специальный комитет Организации Объединённых Наций, провозглашённый резолюцией 1348 (XIII) «Вопрос об использовании космического пространства в мирных целях» на 792-м пленарном заседании Генеральной Ассемблеи ООН 13 декабря 1958 года и окончательно учреждённый резолюцией 1472 (XIV) «Международное сотрудничество в области использования космического пространства в мирных целях» на 856-м пленарном заседании Генеральной Ассамблеи ООН 12 декабря 1959 года.
Основными задачами работы Комитета являются: а) обозрение международного сотрудничества и изучение мер по претворению в жизнь программ использования космического пространства в мирных целях, б) изучение правовых проблем, возникающих при исследовании космического пространства.

## Структура и работа Комитета
Деятельность Комитета регулируется Управлением ООН по вопросам космического пространства.
В Комитете существуют два подкомитета:
- научно-технический подкомитет (НТПК) – применение космических технологий, долгосрочная устойчивость космической деятельности, использование ядерных источников энергии в космосе, космический мусор
- юридический подкомитет (ЮПК) – правовые вопросы, возникающие при осуществлении программ исследования космоса

Ежегодно проводятся рабочие сессии: Комитетом – в июне, НТПК – в феврале, ЮПК – в апреле.
Комитет наблюдает за статусом и применением пяти договоров ООН по космосу:
- Договор о космосе (1967)
- Соглашение о спасании космонавтов, возвращении космонавтов и возвращении объектов, запущенных в космическое пространство[англ.] (1968)
- Конвенция о международной ответственности за ущерб, причинённый космическими объектами (1972)
- Конвенция о регистрации объектов, запускаемых в космическое пространство[англ.] (1975)
- Соглашение о деятельности государств на Луне и других небесных телах (1979)

## Государства-члены
С момента провозглашения по 2019 год количество государств-членов Комитета выросло с 18 до 95. Тем самым Комитет является одним из самых больших в ООН.
| Год  | Общее число | Государства-члены | Примечания              |
| ---- | ----------- | --- | ----------------------- |
| 1958 | 18          | Австралия, Аргентина, Бельгия, Бразилия, Великобритания, Индия, Иран, Италия, → Канада, Мексика, → Объединённая Арабская Республика → Египет, Польша, → СССР → Россия, США, Франция, Чехословакия → Чехия, Швеция, Япония | [ a ] [ b ] [ c ] [ d ] |
| 1959 | 24          | Австрия, Албания, Болгария, Венгрия, Ливан, Румыния |                         |
| 1961 | 28          | Марокко, Монголия, Сьерра-Леоне, Чад |                         |
| 1973 | 37          | Венесуэла, → ГДР → ФРГ, Индонезия, Кения, Нигерия, Пакистан, Судан, ФРГ, Чили | [ e ] [ f ]             |
| 1977 | 47          | → Бенин, Ирак, Камерун, Колумбия, Нигер, Нидерланды, Турция, Филиппины, Эквадор, Югославия | [ g ]                   |
| 1980 | 53          | → Верхняя Вольта → Буркина-Фасо, Вьетнам, Греция, Испания, Китай, Сирия, Уругвай | [ h ]                   |
| 1994 | 61          | Казахстан, Куба, Малайзия, Никарагуа, Перу, Республика Корея, Сенегал, Украина, ЮАР |                         |
| 2001 | 64          | Саудовская Аравия, Словакия |                         |
| 2002 | 65          | Алжир |                         |
| 2004 | 67          | → Ливийская Арабская Джамахирия → Ливия, Таиланд | [ i ]                   |
| 2007 | 69          | Боливия, Швейцария |                         |
| 2010 | 70          | Тунис |                         |
| 2011 | 71          | Азербайджан |                         |
| 2012 | 74          | Армения, Иордания, Коста-Рика |                         |
| 2013 | 76          | Беларусь, Гана |                         |
| 2014 | 77          | Люксембург |                         |
| 2015 | 83          | Израиль, Катар, Объединённые Арабские Эмираты, Оман, Сальвадор, Шри-Ланка |                         |
| 2016 | 84          | Новая Зеландия |                         |
| 2017 | 87          | Бахрейн, Дания, Норвегия |                         |
| 2018 | 92          | Маврикий, Парагвай, Республика Кипр, Финляндия, Эфиопия, |                         |
| 2019 | 95          | Доминиканская Республика, Руанда, Сингапур |                         |

## Организации-наблюдатели
Помимо государств-членов Комитета несколько международных организаций, включая как межправительственные, так и неправительственные, имеют статус наблюдателя Комитета и его подкомитетов.
| Год  | Общее число | Организации-наблюдатели |
| ---- | ----------- | --- |
| 1962 | 1           | Комитет по космическим исследованиям (КОСПАР) |
| 1972 | 2           | Европейское космическое агентство (ЕКА) |
| 1976 | 3           | Международная астронавтическая федерация (МАФ) |
| 1985 | 5           | Интерспутник Международная организация спутниковой связи (ITSO/INTELSAT) |
| 1986 | 6           | Международная организация подвижной спутниковой связи (IMSO/INMARSAT) |
| 1990 | 8           | Ассоциация международного права Международное общество фотограмметрии и дистанционного зондирования (ISPRS) |
| 1993 | 9           | Ассоциация исследователей космоса (ASE) |
| 1995 | 11          | Международная академия астронавтики Международный астрономический союз (МАС) |
| 1996 | 12          | Планетарное общество |
| 1997 | 13          | Международный космический университет (ISU) |
| 2001 | 16          | Европейская ассоциация Международного космического года (EURISY) Консультативный совет космического поколения (SGAC) Национальное космическое общество (NSS)                                                                                             |
| 2002 | 18          | Комитет по спутниковому наблюдению Земли (CEOS) Ассоциация Всемирной недели космоса |
| 2003 | 20          | Международный институт прикладного системного анализа Региональный центр североафриканских государств по дистанционному зондированию (CRTEAN) |
| 2005 | 21          | Европейский институт космической политики (ESPI) |
| 2007 | 22          | Африканская организация картографии и дистанционного зондирования (AOCRS) |
| 2008 | 27          | Европейская организация спутниковой связи (EUTELSAT IGO) Европейская южная обсерватория (ESO) Международный институт космического права Международная премия принца Султана бин Абдулазиза в области водных ресурсов (PSIPW) Фонд «Защищенный мир» (SWF) |
| 2009 | 28          | Азиатско-Тихоокеанская организация по космическому сотрудничеству (APSCO) |
| 2010 | 29          | Международная ассоциация космической безопасности (IAASS) |
| 2011 | 30          | Ассоциация центров дистанционного зондирования в арабском мире (ARSCAW) |
| 2012 | 32          | Иберо-Американский институт воздушного и космического права и коммерческой авиации Научный комитет по солнечно-земной физике (SCOSTEP) |
| 2013 | 33          | Межисламская сеть по космической науке и технике (ISNET) |
| 2014 | 34          | Африканская ассоциация дистанционного зондирования окружающей среды (AARSE) |
| 2016 | 35          | Международная ассоциация воздушного транспорта |
| 2017 | 37          | Европейский научный фонд (ESF) Университетский консорциум космической инженерии (UNISEC-Global) |
| 2018 | 41          | Европейский Союз Международная организация по стандартизации CANEUS For All Moonkind |

### Комментарии
1. ↑  После распада Чехословакии её место заняла Чехия. Словакия вступила в 2001 году.
2. ↑  После распада СССР его место заняла Россия. Казахстан и Украина вступили в 1994 году; Азербайджан вступил в 2011 году; Армения вступила в 2012 году; Беларусь вступила в 2013 году.
3. ↑  После распада Объединённой Арабской Республики её место занял Египет. Сирия вступила в 1980 году.
4. ↑  После исламской революции в Иране его место занял Иран.
5. ↑  После объединения ФРГ и ГДР их место заняла Германия.
6. ↑  После распада Судана Южный Судан покинул Комитет.
7. ↑  После распада Югославии ни одна из стран вышедших из её состава не стала членом Комитета.
8. ↑  После 1984 года Республика Верхняя Вольта стала называться Буркина-Фасо.
9. ↑  После падения Ливийской Арабской Джамахирии членство продолжила Ливия.